# Andrius Buividas
Andrius Buividas, né le 11 août 1985 à Panevėžys, est un coureur cycliste lituanien des années 2000.

## Biographie
Andrius Buividas remporte la médaille de bronze en poursuite par équipes aux championnats d'Europe sur piste juniors (moins de 19 ans) à Moscou. Au cours de la saison 2006, il remporte plusieurs courses italiennes chez les amateurs. À l'automne, il termine douzième des championnats du monde espoirs à Salzbourg. 
En 2007, il se classe troisième de Liège-Bastogne-Liège espoirs. L'année suivante, il est vice-champion de Lituanie sur route derrière Tomas Vaitkus. Au cours de la saison 2009, il rejoint l'équipe continentale suisse Atlas Romer's Hausbäckerei, mais arrête sa carrière en juin de la même année.

## Palmarès sur route
- 2003
  - 2e du Trophée des Flandres
- 2006
  - Coppa Contessa Carnevale
  - Gran Premio Chianti Colline d'Elsa
  - 3e du Gran Premio Sportivi San Vigilio
- 2007
  - 2e de la Ruota d'Oro
  - 3e de Liège-Bastogne-Liège espoirs
- 2008
  - 2e du championnat de Lituanie sur route
  - 3e du Circuit de Saône-et-Loire
  - 3e du Grand Prix International de la ville de Nogent-sur-Oise
  - 3e du Grand Prix de Cours-la-Ville

## Palmarès sur piste

### Championnats d'Europe
- Moscou 2003 (juniors)
  -  Médaillé de bronze de la poursuite par équipes juniors